# Dreux (Frankrijk)
Dreux is een gemeente in het Franse departement Eure-et-Loir (regio Centre-Val de Loire). De gemeente telde 31.205 inwoners op 1 januari 2022. Hiermee is het de op een na grootste gemeente van het departement. De plaats is de onderprefectuur van het arrondissement Dreux.

## Geschiedenis
Dreux was vanaf de tijd van Clovis een graafschap. Het kasteel van Dreux was een van de machtigste van Île-de-France en was een voorpost van de Capetingen tegen de hertogen van Normandië. Een bekende graaf van Dreux was Robert I (graaf van 1137 tot 1188), zoon van koning Lodewijk VI de Dikke.

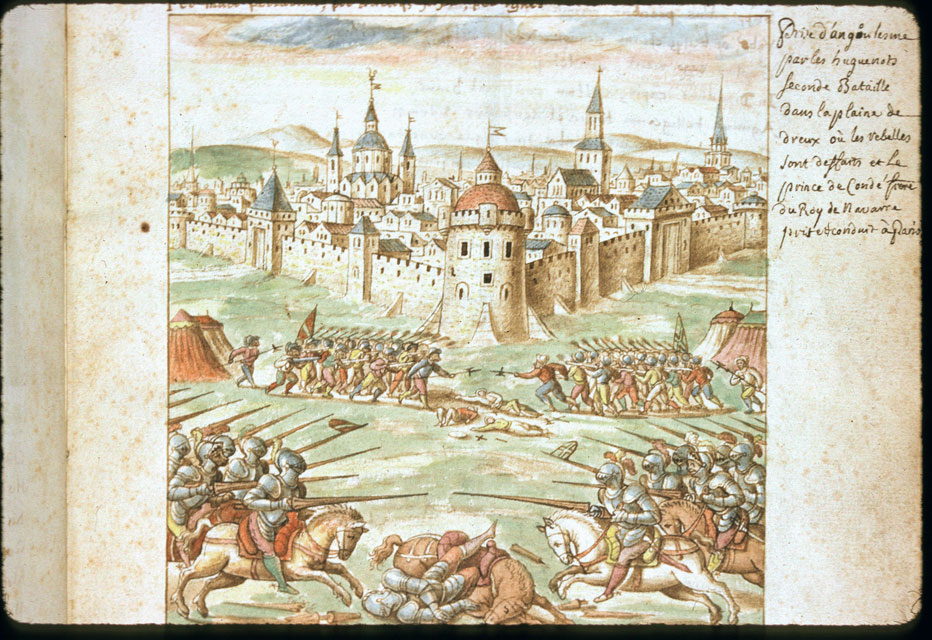
Slag bij Dreux (1562)

De plaats ontstond op de linkeroever van de Blaise en groeide als een kruispunt van wegen over land en over water en als centrum van de lakennijverheid. In 1108 verleende koning Lodewijk VI als graaf van Dreux stadsrechten aan Dreux. Deze privilegies werden in de 13e eeuw bevestigd en uitgebreid door graaf Robert IV van Dreux. Dreux was verdeeld in een lage en een hoge stad (rond het kasteel) en werd verdedigd door een stadsmuur. Al in de 12e eeuw kreeg de stad een ziekenhuis, het Hôtel-Dieu, dat zodanig in gebruik bleef tot 1910. In 1421 werd Dreux belegerd en ingenomen door de Engelsen waarbij de kerk Saint-Pierre grotendeels verwoest werd. De stad bleef daarna gedurende zestien jaar in Engelse handen.
Dreux speelde een belangrijke rol tijdens de Hugenotenoorlogen. In 1562 versloeg Frans van Guise een protestants leger in de Slag bij Dreux. In 1590 werd de stad een eerste maal belegerd door een leger van koning Hendrik IV. Drie jaar later slaagde hij erin de stad in te nemen en hij liet vervolgens het kasteel ontmantelen.
In 1816 werd op de plaats van de voormalige kapittelkerk de koninklijke kapel gebouwd, die dienst deed als grafkapel van het huis Orléans.
Dreux staat in de Franse politiek bekend als de plaats waar Front National voor de eerste keer een grote overwinning genoot. Dit gebeurde in 1983, toen de partij 17% van de stemmen won in de gemeenteraadsverkiezingen van Dreux.

## Geografie
De stad ligt nabij de samenloop van de rivieren de Blaise en de Eure. De Blaise stroomt van west naar oost door het centrum van de stad. De oppervlakte van Dreux bedroeg op 1 januari 2022 24,27 vierkante kilometer; de bevolkingsdichtheid was toen 1.285,7 inwoners per km². 
De onderstaande kaart toont de ligging van Dreux met de belangrijkste infrastructuur en aangrenzende gemeenten.

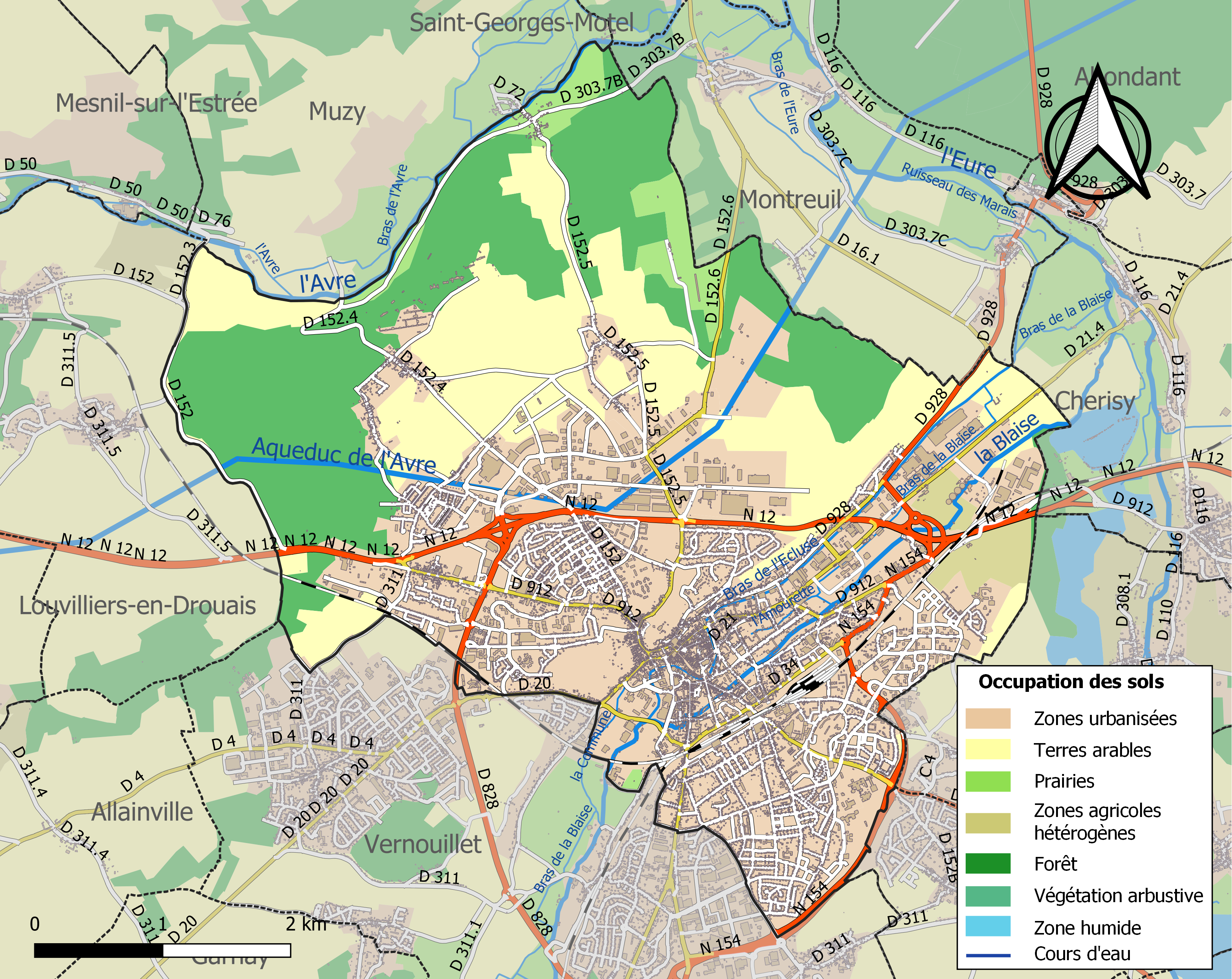

## Demografie
Onderstaande figuur toont het verloop van het inwonertal (bron: INSEE-tellingen).

## Cultuur

### Bezienswaardigheden
Het centrum van de stad kent verschillende historische gebouwen waaronder de kerk Saint-Pierre (begonnen in de 13e eeuw) en het belfort uit de 16e eeuw. In totaal telt de gemeente anno 2023 negen gebouwen erkend als historisch monument.
Het Musée d’Art et d’Histoire de Dreux toont de geschiedenis van de stad maar heeft ook een collectie van voornamelijk 19e-eeuwse schilderijen, waaronder Étude de glycines van Claude Monet. L’arTsenal is een centrum voor hedendaagse kunst, gevestigd in een gebouw uit 1902 van architect Eugène-Edouard Avard dat tot 1961 dienst deed als brandweerkazerne. Het Écomusée – Flora Gallica toont oude beroepen.

### Afbeeldingen

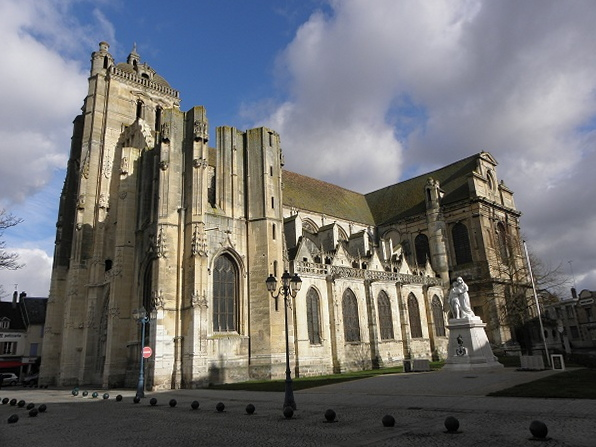
Kerk Saint-Pierre
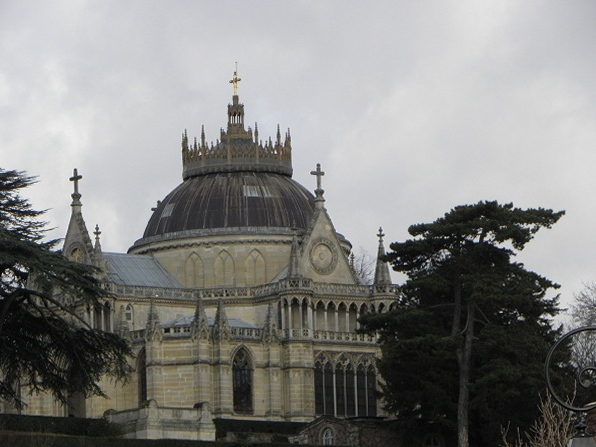
Koninklijke kapel
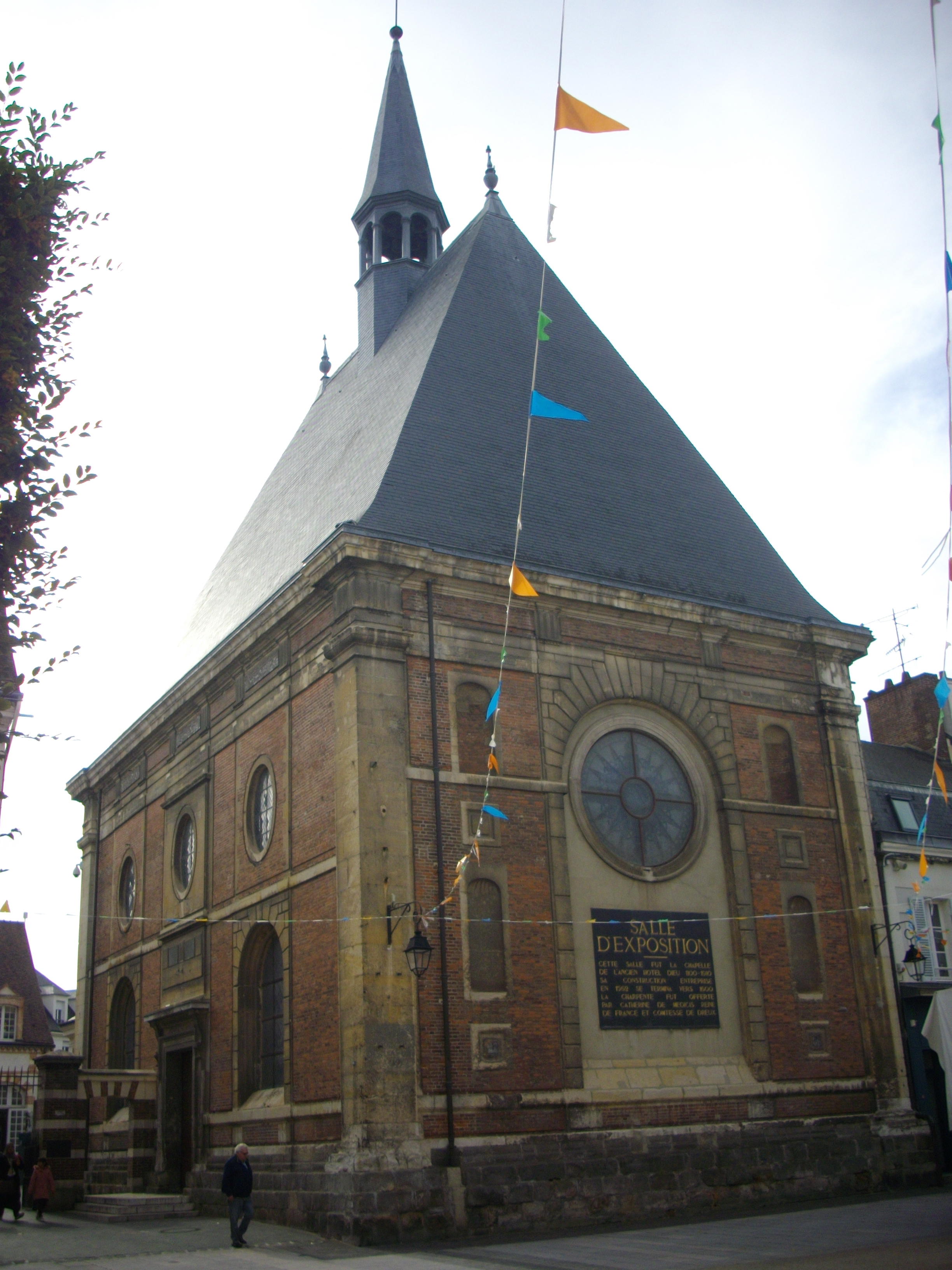
Kapel van het Hôtel-Dieu
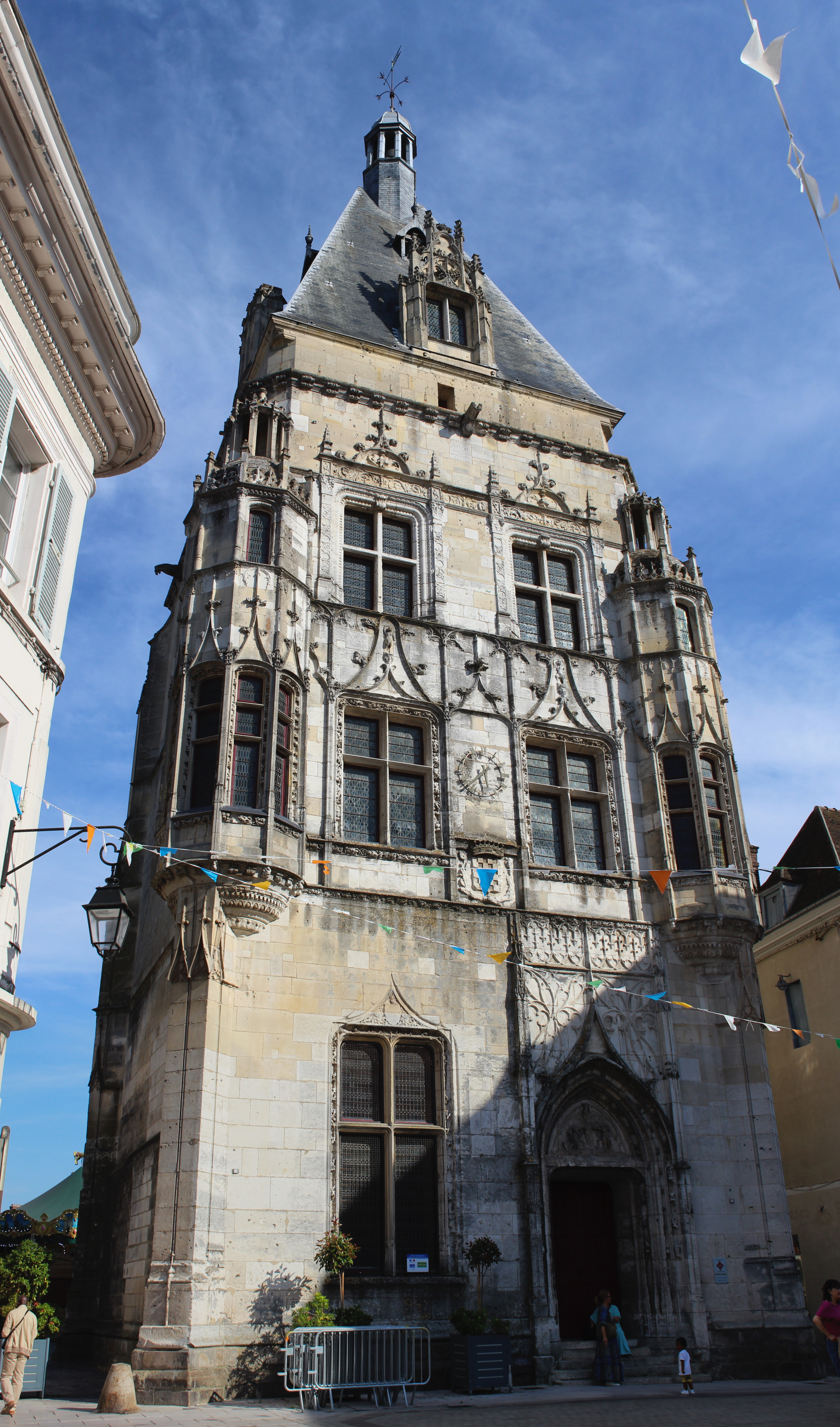
Belfort
Maison romane
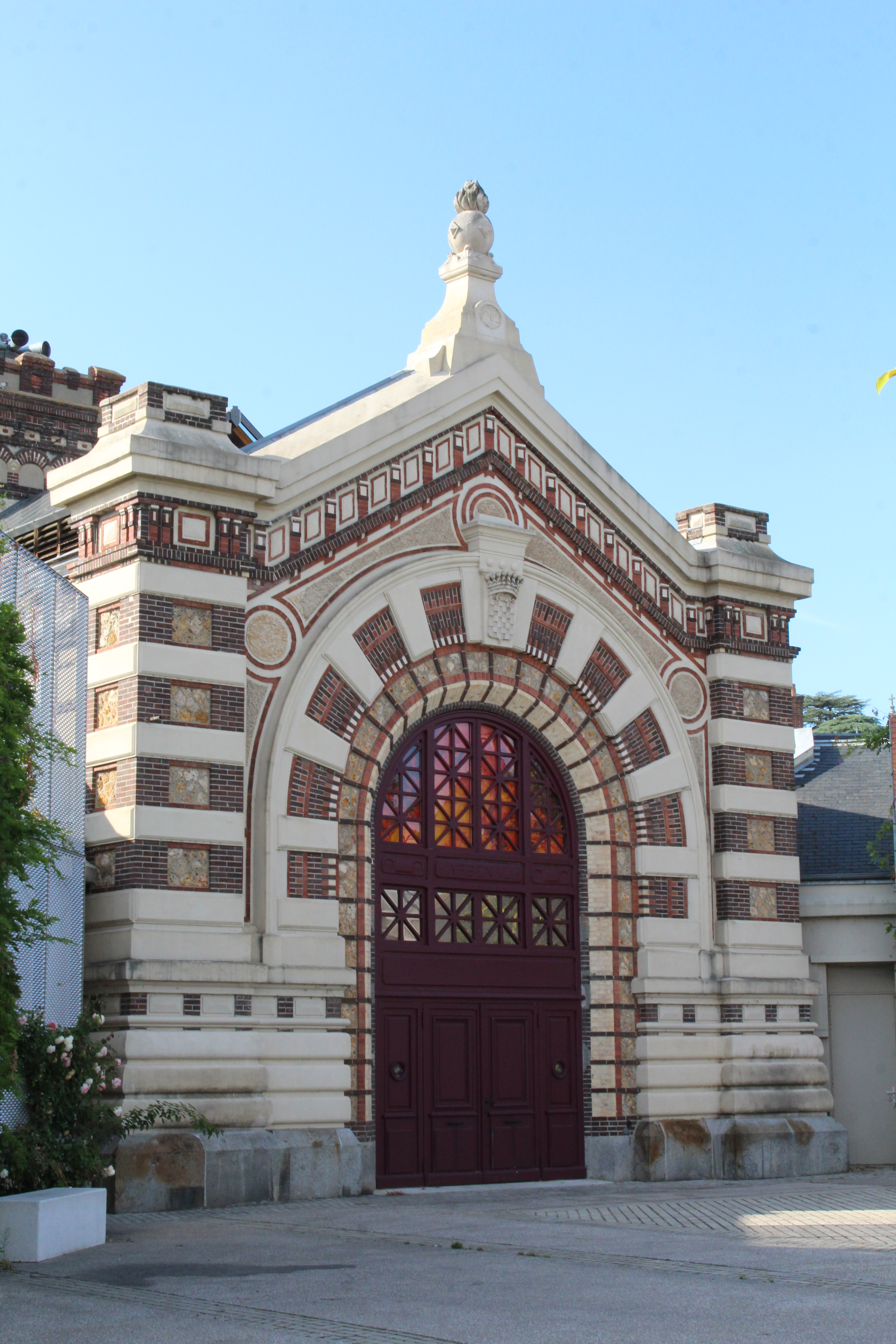
Arsenal des pompiers
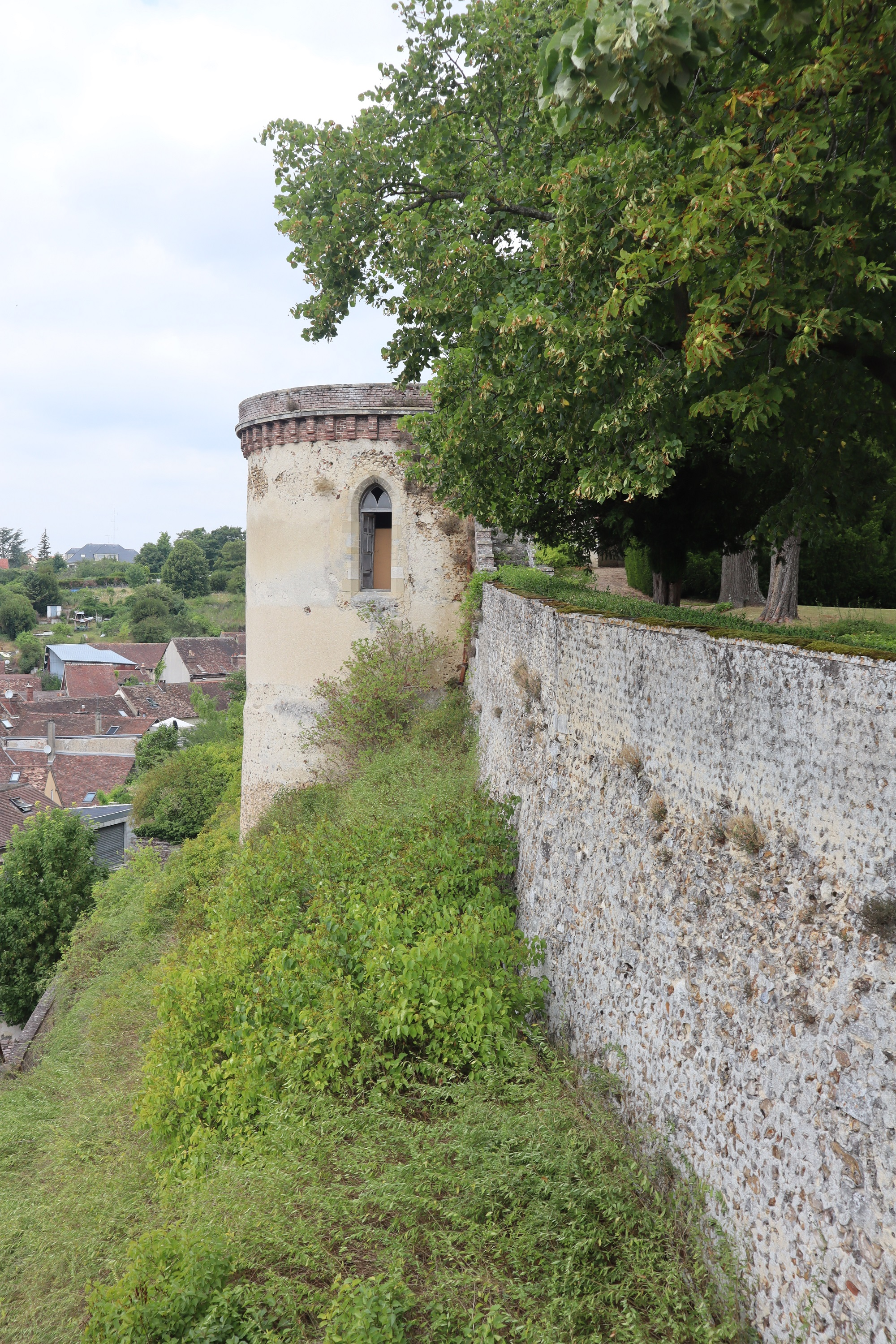
Resten van het kasteel van Dreux
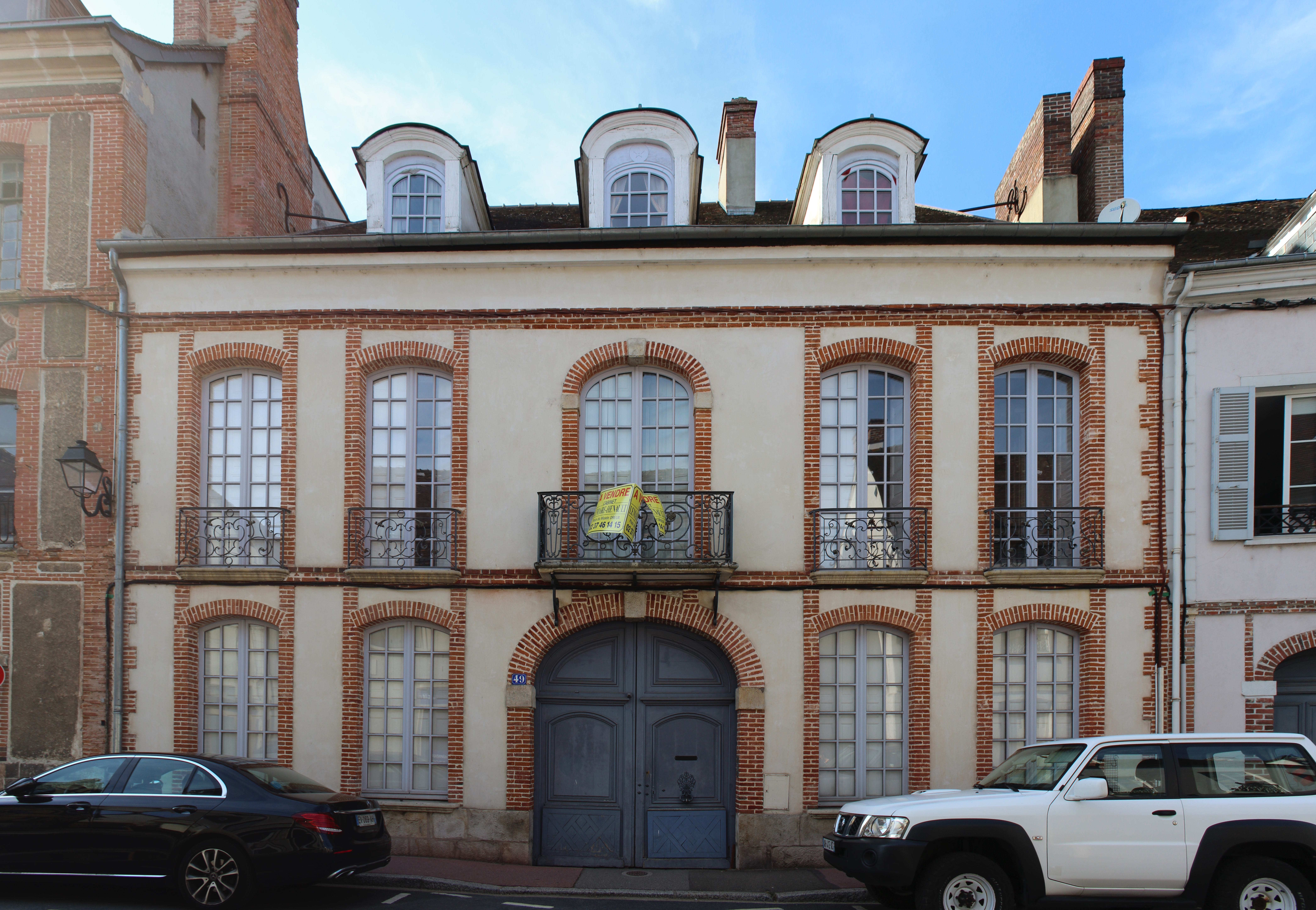
Hôtel de Salvat-Duhalde

### Sport
Dreux is één keer etappeplaats geweest in de wielerkoers Ronde van Frankrijk. In 2018 won de Nederlander Dylan Groenewegen de etappe van Dreux naar Amiens.

### Partnersteden
- Todi (Italië) sinds 1960
- Melsungen (Duitsland) sinds 1966
- Koudougou (Burkina Faso) sinds 1972
- Evesham (Groot-Brittannië) sinds 1977
- Bautzen (Duitsland) sinds 1992

## Geboren

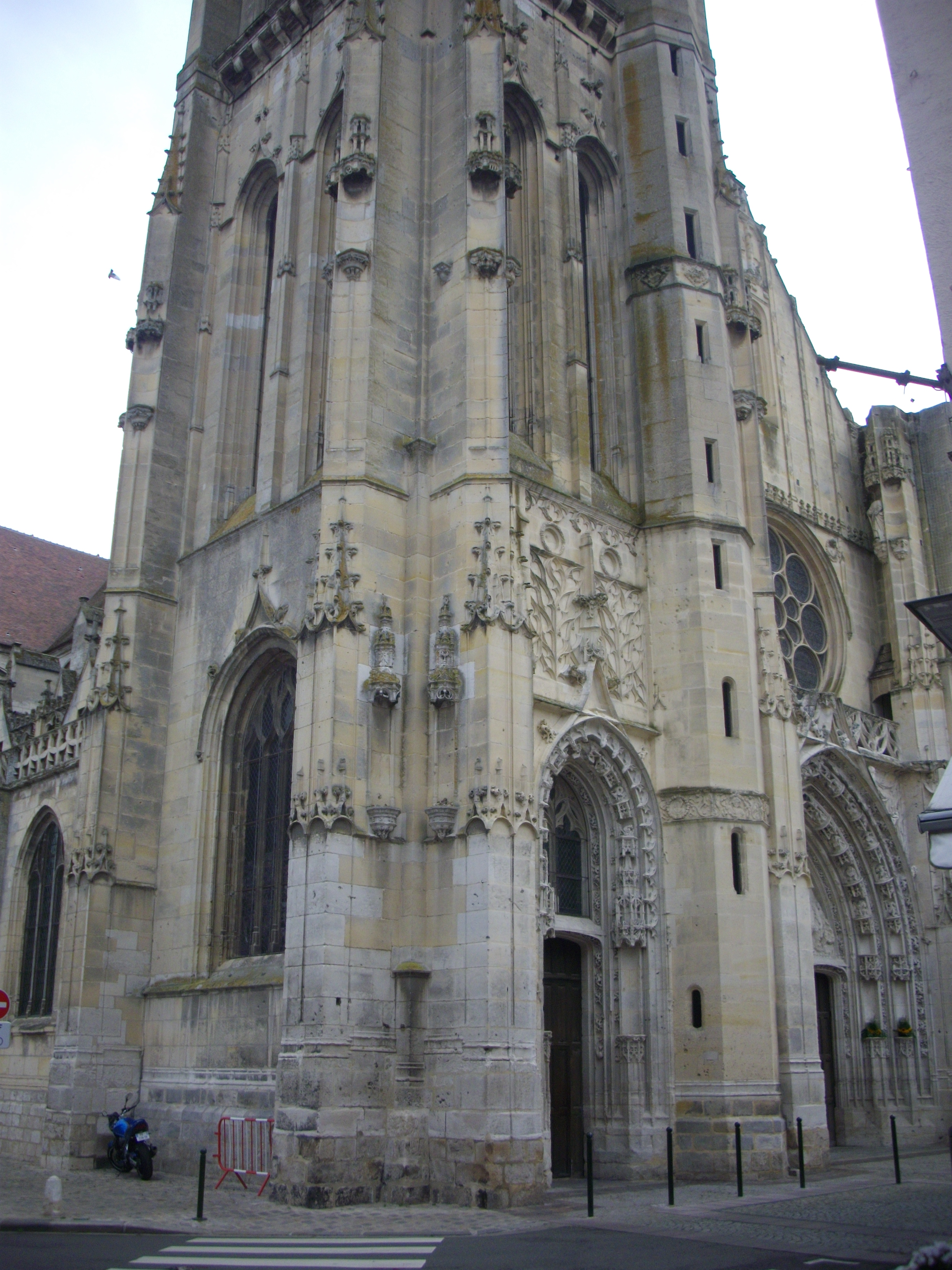
De renaissancefaçade van de kerk Saint-Pierre uit 1524 werd ontworpen door Clément I Métezeau

- Louis Métezeau (1559-1615), architect
- Clément II Métezeau (1581-1652), architect
- Antoine Godeau (1605-1672), bisschop
- Jean Rotrou (1609-1650), schrijver
- François Philidor (1726-1795), schaker en musicus
- Charles Delescluze (1809-1871), revolutionair
- Gilles Dreu (1934), zanger
- Catherine Corsini (1956), regisseuse, scenariste en actrice
- Nicolas Malfin (1971), stripauteur
- Ahmed Tangeaoui (1982), voetballer